# Agostino Tassi

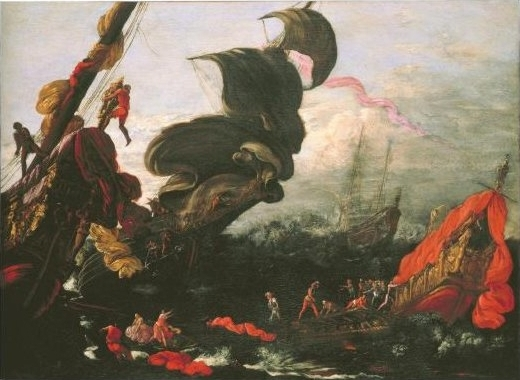
"Naufragio della flotta di Enea", obra de 1627.

Agostino Tassi Buonamici (Perusa, 1566 - Roma, 1644) fou un pintor italià tardo manierista. Actualment és més conegut per haver violat el 1612 a la també pintora Artemisia Gentileschi.
Influenciat per l'art nòrdic de Paul Brill i Adam Elsheimer, va treballar inicialment a la Toscana (1594-1608) i després a Gènova. Des de 1610 es va establir definitivament a Roma, on va treballar com a paisatgista; al seu taller es va formar Claude Lorrain. A la seva maduresa es va acostar al classicisme bolonyès del Domenichino. Expert amb l'art del trompe-l'oeil, va intervenir en la decoració de diversos palaus i vil·les de Roma i els seus entorns: Casino Ludovisi, Palau del Quirinal, Palau Pamphili, Palau Rospigliosi, etc.